# Osztrák Nemzeti Bank Jubileumi Alapja
Az Osztrák Nemzeti Bank Jubileumi Alapja (Jubileumi Alap a tudomány kutatási és oktatási feladatainak támogatására) az Osztrák Nemzeti Bank (OeNB) alapításának 150. évfordulója alkalmából 1966-ban létrehozott pénzalap, amelyet tudományos kutatásokra fordítanak. 

### Támogatás
Az OeNB-től kapott közvetlen pénzforrásokat kiemelkedő, a gazdaságtudományok és az orvostudományok területéről származó gyógyítási célú és betegközpontú kutatásokra fordítják. Társadalom - és bölcsészettudományi projektek is támogatást kaphatnak. 
1982-ben további forrásokat bocsátottak a gazdaságorientált kutatás-fejlesztésre. Ezen források kihelyezéséről két kutatásfejlesztési alap, az FFF (Ipari Gazdaságkutatási Pénzalap) és az FWF (Tudományos Kutatási Pénzalap), illetve a CDG (Christian Doppler Kutatási Társaság) és az ÖAW (Osztrák Tudományos Akadémia) intézetei döntenek. Három gazdaságkutató intézet (Felsőfokú Tanulmányok Intézete, Osztrák Gazdaságkutató Intézet és a Bécsi Nemzetközi Összehasonlító Gazdasági Tanulmányok Intézete) 1982-től kezdődően alaptámogatást is rendelkezésre bocsátott.
A BGBI. I Nr. 133/2003 számú szövetségi törvény alapján végül a Nemzeti Kutatás- és Technológiafejlesztési Alapítvány (FTE-Nemzeti Alapítvány) is létrejött. Ezen törvény alapján az Osztrák Nemzeti Bank rendkívüli közgyűlésének 2003. december 11-i határozata 1,5 milliárd euró értékű tartalék felszabadításáról döntött a Jubileumi Alap javára 2003. január 1-ig visszamenőleg.
Az OeNB 1982 óta fennálló támogatása a gazdaságorientált kutatás területén az FTE-Nemzeti Alapítvány létrehozásával befejeződött. 
A Jubileumi Alap jelenleg olyan szakmai területeket támogat, mint a gazdaságtudomány, orvostudomány, bölcsészet- és társadalomtudományok. A Jubileumi Alap alapítása óta több, mint 9900 kutatási tervet támogattak, összesen 775 millió euró értékben. Ezzel a Jubileumi Alap elengedhetetlen alappillérévé vált az osztrák tudományok és kutatások jövőbeli támogatásának, amit az is jól mutat, hogy jelentősen több támogatásra jogosult kérvény érkezett, mint amennyit a rendelkezésre álló forrásokból finanszírozni lehet. 

## Fordítás
Ez a szócikk részben vagy egészben  a   Jubiläumsfonds der Oesterreichischen Nationalbank című német Wikipédia-szócikk ezen változatának fordításán alapul.  Az eredeti cikk szerkesztőit annak laptörténete sorolja fel. Ez a jelzés csupán a megfogalmazás eredetét és a szerzői jogokat jelzi, nem szolgál a cikkben szereplő információk forrásmegjelöléseként.